# Beate Faure
Beate Faure z d. Bühler (ur. 8 kwietnia 1964 w Stuttgarcie) – niemiecka siatkarka, występująca na pozycji przyjmującej, reprezentantka kraju, dwukrotna uczestniczka igrzysk olimpijskich. W 2020 została uhonorowana Orderem Zasługi Republiki Federalnej Niemiec.

## Siatkówka halowa
Podczas Letnich Igrzysk Olimpijskich 1984 w Los Angeles reprezentując Republikę Federalną Niemiec zajęła szóste miejsce w siatkówki halowej. Ponadto wzięła udział w czterech mistrzostwach Europy oraz trzech mistrzostwach świata.
Była zawodniczką drużyn niemieckich i francuskich. W barwach SV Lohhof wywalczyła dwa złote medal mistrzostw Niemiec (1984, 1987) oraz Puchar Niemiec (1984, 1986). Z drużyną Racing Club de France w latach 1988-1991 zdobywała mistrzostwa Francji. Z USC Münster zwyciężyła w Pucharze CEV w sezonie 1993/1994.

## Siatkówka plażowa
W 1996 podczas Letnich Igrzysk Olimpijskich w Atlancie rywalizowała w turnieju siatkówki plażowej w parze z Danją Müsch, zajmując siódme miejsce. Z tą samą siatkarką tworzyła drużynę w Mistrzostwach Europy w siatkówce plażowej, zdobywając złoty medal (1994), brązowy medal (1995) i srebrny medal (1994).

## Życie prywatne
Dorastała w Möhringen, gdzie ukończyła Queen Charlotte High School. W 1987 ukończyła studia translatorskie języka francuskiego w Monachium. W 1997 wyszła za mąż za reprezentanta Francji w siatkówce Stéphane Faure. Ma dwóch synów: Rémi (ur. 1998) oraz Théo (1999). W latach 2006–2014 pracowała w Konsulacie Generalnym Niemiec w Bordeaux.